# Lettlands bandyförbund
Lettlands bandyförbund (lettiska: Latvijas Bendija Federācija är det styrande organet för bandy i Lettland. Huvudkontoret ligger i Riga. 
Bandyförbundet i Lettland grundades 2006 och blev medlem i Federation of International Bandy samma år.